# Charta œcumenica
La Charta œcumenica (latino per "Carta ecumenica") è un documento congiunto tra il Consiglio delle conferenze dei vescovi d'Europa (CCEE) e la Conferenza delle Chiese europee (CEC) che contiene le linee guida per accrescere la cooperazione tra le Chiese cristiane in Europa. Fu firmato dai presidenti della CEC e del CCEE il 22 aprile 2001 (domenica dopo Pasqua) in occasione dell'incontro ecumenico europeo di Strasburgo.